# Maclaurinova trisektrisa
Maclaurinova trisektrisa je enačba tretje stopnje za katero je značilna delitev kota na tri dele. Krivulja je geometrijsko mesto točk presečišča dveh premic, ki se enakomerno vrtita okrog dveh ločenih točk tako, da je stopnja vrtenja 1 : 3, pri tem pa premica na začetku sovpada s smerjo, ki jo določata točki. 
Posplošitev te vrste se imenuje Maclaurinova sektrisa.
Krivulja se imenuje po škotskem matematiku Colinu Maclaurinu (1698 – 1746), ki je krivuljo proučeval v letu 1742.
Krivulja je članica družine de Sluzejevih konhoid.

## Enačba krivulje v kartezičnih koordinatah
Enačba krivulje v katezičnem koordinatnem sistemu je :{\displaystyle 2x(x^{2}+y^{2})=a(3x^{2}-y^{2})\!}.

## Enačba krivulje v polarnih koordinatah
Enačba krivulje v polarnem koordinatnem sistemu je:{\displaystyle r={a \over 2}(4\cos \theta -\sec \theta )\!}

## Parametrična oblika krivulje[1]
Parametrična oblika krivulje je:
{\displaystyle x=a{\frac {t^{2}-3}{t^{2}+1}}\!\,,}
{\displaystyle y=a{\frac {t(t^{2}-3)}{t^{2}+1}}\!\,.}

## Delitev kota na tri dele
Način delitve kota na tri dele je prikazan na sliki zgoraj.

## Značilnosti
Krivulja seka x-os pri {\displaystyle {\frac {3a}{2}}\,}. Premica {\displaystyle x=-a/2\,} je asimptota. 

## Povezave z drugimi krivuljami
Maclaurinovo trisektriso se lahko definira kot stožnico na tri načine:
- to je inverzna krivulja glede na enotsko krožnico hiperbole:

{\displaystyle 2x=a(3x^{2}-y^{2})\!\,.}
- to je cisoida krožnice:

{\displaystyle (x+a)^{2}+y^{2}=a^{2}\!\,}
in premice {\displaystyle x={a/2}\,} glede na izhodišče.
- to je nožiščna krivulja glede na izhodišče parabole:

{\displaystyle y^{2}=2a(x-{\tfrac {3}{2}}a)\!\,.}
Razen tega velja še:
- inverzna krivulja glede na točko {\displaystyle (a,0)\,} je trisektrisa Pascalovega polža
- Maclaurinova trisektrisa je sorodna krivulji Descartesov list z afino transformacijo.